# Боблово (городской округ Клин)
Боблово — деревня в составе городского округа Клин Московской области (до 2017 года входила в Воронинское сельское поселение Клинского района).

## Описание
Деревня расположена на правом притоке реки Лутосня (приток Сестры) в северной части района, в 18 км к северо-востоку от Клина, в 32 км к западу от Дмитрова, в 62 км от МКАД. С трёх сторон окружена лесным массивом. Высота центра над уровнем моря 210 м.
Ближайшие населённые пункты — Чумичево на северо-западе, Ивлево на северо-востоке и Мишнево на западе. В 4 км к северу проходит Московское большое кольцо (автодорога).

В деревне находится музей-усадьба Д. И. Менделеева «Боблово».
| 2002 | 2006 | 2010 |
| ---- | ---- | ---- |
| 7    | →7   | ↗12  |

## История
… Если продолжить историю смены владельцев, то А. В. Максимов сообщает, что приблизительно с 1780 по 1802 годы имением владел сержант И. Н. Моложенинов (19). Эти факты подтверждаются документами делопроизводства Клинского уездного предводителя дворянства за 1787—1794 г.г.. В нескольких из них имеются упоминания о том, что Боблово принадлежало И. Н. Моложенинову: « … 1788 года июля 31 дня Клинского уезда вотчины лейб-гвардии конного полка корнета* Ивана Николаева сына Моложенинова сельца Боблова староста Андрей Егоров…» …— Павел Синицын, Бобловская усадьба.